# Kościół Przemienienia Pańskiego w Jabłecznej
Kościół Przemienienia Pańskiego – rzymskokatolicki kościół parafialny w Jabłecznej, dawna cerkiew unicka, a następnie prawosławna.

## Historia
Parafia prawosławna istniała w Jabłecznej, niezależnie od męskiego monasteru, od 1516. Jej pierwszym patronem był św. Onufry. Po zakupieniu dóbr jabłeczyńskich przez Karola Stanisława Radziwiłła, wyznawcy katolicyzmu i protektora unii, parafia ta została zmuszona do przyjęcia unii. W 1752 Hieronim Florian Radziwiłł wzniósł w Jabłecznej nową cerkiew unicką. Była ona następnie dwukrotnie odnawiana, na początku XIX w. i w latach 40. tego samego stulecia. W 1875, po likwidacji unickiej diecezji chełmskiej, parafia w Jabłecznej została odgórnie przemianowana na prawosławną.
W 1894 budynek został przebudowany, wtedy nad jego przedsionkiem wzniesiono wieżę, a nad nawą kopuły. Po I wojnie światowej i odzyskaniu niepodległości przez Polskę, w 1919 obiekt został zrewindykowany na rzecz Kościoła rzymskokatolickiego i zaadaptowany na parafialny kościół. W 1929 przebudowano go, by usunąć cechy stylu bizantyjsko-rosyjskiego. Kolejne remonty świątyni miały miejsce w latach 1962–1964, 1976 i w latach 80. XX wieku.

## Architektura
Kościół w Jabłecznej jest budowlą drewnianą, orientowaną, o konstrukcji zrębowej, oszalowaną, na podmurówce. Zgodnie z tradycją budownictwa cerkiewnego jest obiektem trójdzielnym, z prostokątną nawą, przedsionkiem i niższym od nawy, prosto zamkniętym pomieszczeniem ołtarzowym, do którego przylegają skarbczyk i zakrystia. Wieża kościelna, dwukondygnacyjna, na planie ośmioboku, wznosi się nad przedsionkiem. Dach kościoła jest dwuspadowy, zaś wieżę wieńczy dach namiotowy. Nawę kryje strop wsparty na dwóch parach ośmiobocznych słupów, natomiast w prezbiterium znajduje się pozorne sklepienie. Od zachodu znajduje się chór muzyczny.
Ołtarz główny w kościele pochodzi z końca XIX w., jednak wstawiony do niego obraz Przemienienia Pańskiego jest prawdopodobnie starszy o stulecie. Neobarokowe ołtarze boczne powstały natomiast już po rewindykacji świątyni, w 1923. Na wyposażeniu świątyni pozostaje także metalowa chrzcielnica z przełomu XIX i XX w. oraz monstrancja z końca XIX stulecia z elementami z w. XVIII w..